# Gabriel Roy
Gabriel Roy (* 27. Februar 1940 in Saignelégier; † 28. Januar 2001 in Delémont) war ein Schweizer Politiker (PCSI). Von 1979 bis 1983 gehörte er dem Nationalrat an.

## Biografie
Der Sohn des Kaufmanns Abel Roy und von Marie Marguerite Roy (geb. Hamel) absolvierte die Handelsschule École supérieure de commerce in La Chaux-de-Fonds, das er mit dem Diplom abschloss. Roy arbeitete zwei Jahre lang als Versicherungsangestellter in Winterthur, danach als Sekretär und Buchhalter und schliesslich als Prokurist in einem Uhrenunternehmen in Les Breuleux. In der Jurafrage positionierte er sich als überzeugter Anhänger der Separatisten. Von 1969 bis 1970 war er Vorsitzender (animateur) der Jugendbewegung Béliers. 1971 gründete er in Les Breuleux in Maschinenbauunternehmen, das er aber noch im selben Jahr wieder auflöste, um stellvertretender Generalsekretär des Rassemblement jurassien und regelmässiger Mitarbeiter der Zeitung Le Jura libre zu werden.
Roy leitete verschiedene Aktivitäten der Separatisten, darunter die erfolgreiche Kampagne vor dem ersten Juraplebiszit vom 23. Juni 1974. Als Mitglied der unabhängigen Christlichsozialen sass er von 1976 bis 1979 im Stadtrat von Delémont. Von 1976 bis 1978 war er einer der beiden Vizepräsidenten der verfassunggebenden Versammlung des Jura, welche die neue Kantonsverfassung ausarbeitete. 1979 gehörte er dem jurassischen Parlament, bis zu seiner Wahl in den Nationalrat im Oktober desselben Jahres. Als Fraktionsloser gehörte er keiner Parlamentskommission an. Spannungen unter der Separatisten führten dazu, dass Roy 1981 aus dem Rassemblement jurassien austrat. 1983 zog er sich aus der Politik zurück und gründete ein Treuhandbüro.